# Gornjane (Serbia)
Gornjane (cyr. Горњане) – wieś w Serbii, w okręgu borskim, w mieście Bor. W 2011 roku liczyła 930 mieszkańców.